# Annett Köhler
Annett Köhler (* 9. Juli 1978) ist eine frühere deutsche Skeletonpilotin.
Annett Köhler vom BSR Rennsteig Oberhof debütierte im November 1999 als 11. in einem Weltcuprennen in Calgary und wiederholte diese Platzierung im folgenden Monat in Nagano. Anschließend wurde sie vorwiegend im neugeschaffenen Skeleton-Europacup eingesetzt. Im Dezember 2001 gewann sie Rennen in Igls und Altenberg und schloss die zweite Saison des Wettbewerbs als Gesamtsiegerin vor der Vorjahressiegerin Sylvia Liebscher ab. 2001 und 2002 erreichte sie bei den Deutschen Meisterschaften dritte Plätze.